# Vasilije Bulić
Vasilije Bulić, magyarosan: Bulič Vazul (Verbász, 1785 – Zombor, 1826) orvos, tanár.

## Élete
Az orvosi tudományok elvégzése után a matematika, fizika és a politikai földrajz tanára lett a szentendrei képzőintézetben, majd Zomborban.

## Munkái
- Predloženia čislenice a zemplespisanie i algebre. Buda, 1814. (Számtani, földrajzi és algebrai tételek. Németül is megjelent. 1814.)
- Zemleopisania cveobčeg čast porva zempleopisanie mathematicesko. Uo. 1824. (Általános földrajz első része: mathem. földrajz.)
- Nastavlénia čislitelnice. Bécs. 1836. (Számtani oktatások.)